# Brdce (gmina Hrastnik)
Brdce – wieś w Słowenii, w gminie Hrastnik. W 2018 roku liczyła 313 mieszkańców.